# Stará Huť
Stará Huť là một làng thuộc huyện Příbram, vùng Středočeský, Cộng hòa Séc.